# Jamalteca
Jamalteca är en ort i Honduras.   Den ligger i departementet Departamento de Comayagua, i den västra delen av landet, 80 km nordväst om huvudstaden Tegucigalpa. Jamalteca ligger 479 meter över havet och antalet invånare är 1 107.
Terrängen runt Jamalteca är lite bergig. Runt Jamalteca är det ganska tätbefolkat, med 67 invånare per kvadratkilometer. Närmaste större samhälle är La Libertad, 6,6 km nordväst om Jamalteca.  